# Jesús Gutiérrez Cázares
Jesús Gutiérrez Cázares (Huatabampo, Sonora; 28 de octubre de 1895 - año 1984), fue un militar, político y agricultor sonorense que se desempeñó como gobernador del estado de Sonora desde el 17 de enero de 1935 a enero de 1937, también logró un papel importante en las fuerzas del ejército durante y después de la revolución mexicana, comenzando como oficial, pasando por jefe de personal de caballería en Sonora y posteriormente ascendiendo a diversos grados de general en la década de los 30.

## Primeros años
Hasta donde se conoce, Gutiérrez Cazares es hijo de Jesús Gutiérrez López y Ángela Cazares Arvayo. Vivió sus primeros años en el mismo Huatabampo, donde cursó la primaria y la secundaria. Posteriormente, se dedicó a la agricultura, hasta que en 1913 se unió al movimiento constitucionalista después de la decena trágica y sus consecuencias. En ese mismo año, comenzó bajo las órdenes del general Guillermo Chávez en el décimo batallón de Sonora.

## Vida militar
Su trayectoria militar fue en ascenso después de que en 1914 fue nombrado teniente segundo. Junto con el general Cárdenas se aventuró a combatir a las fuerzas villistas entre 1915 y 1917, en estos años y hasta 1918 sostuvo enfrentamientos contra algunos rebeldes yaquis. Se le nombra en esta década el jefe del Estado Mayor de la Brigada Sonora y al concluir esta, se promulga a favor del Plan de Agua Prieta.
Posteriormente, comandó diversas fuerzas para combatir la rebelión de Adolfo de la Huerta en finales de 1923. En esta década se le asigna como jefe de personal, tanto de caballería como de columnas expedicionarias. Un suceso importante ocurre en la batalla de Ocotlán, donde se le hiere de bala en su pierna izquierda. Continúa su paso por la armada hasta que en junio de 1929 se le nombra general brigadier.
En los años 30, al apaciguarse los conflictos militares, tuvo la oportunidad de volver a su tierra de origen para establecerse en algunas localidades de la región según el requerimiento de su labor, como Nogales y Hermosillo. Otros estados donde radicó fueron Chiapas, Nayarit, Colima, San Luis Potosí, entre otros. En 1938, bajo el gobierno del presidente Cárdenas, se le otorga la función de ser comandante de reservas del ejército. Al siguiente año destacó como jefe de la cuarta zona militar y no fue hasta el 11 de octubre de 1950 que se convertiría en general de división del ejército mexicano. Después de una larga trayectoria de 50 años en la milicia del país, se terminaría retirando de la disciplina castrense en 1963.

## Gobernador de Sonora (1935-1937)
Dada su muy buena relación con el general Lázaro Cárdenas, ya que fueron compañeros de armas durante la revolución, Cárdenas, al convertirse en presidente, entró en una serie de conflictos por legitimar su gobierno y restar fuerzas a poderes de gran magnitud como el del general Calles. Estos acontecimientos en Sonora no tuvieron menor impacto que en la nación, sino lo contrario, se generaron disputas entre callistas y otras fuerzas políticas en localidades como Moctezuma, Altar y Magdalena, lo que en conexión con el panorama nacional y la vuelta del expresidente Calles al país, concluyó en la disolución de varios poderes estatales, entre ellos el de Sonora, donde sería asignado como gobernador interino Jesús Gutiérrez Cazares en diciembre de 1935.
Cázares habría de convocar elecciones en los siguientes años y así lo haría en 1937, no sin antes limpiar las arcas del gobierno estatal de los militantes callistas. Algunos de los nuevos servidores públicos (cabe mencionar que algunos provenían de otras entidades) en la gubernatura fueron: Francisco Arellano Belloc; Félix Soria Carrillo; Ramón P. Salazar; Manuel V. Arzuela; Luis Encinas Johnson;  Horacio Sorbazo; Alfonso López Cerrato; entre otras figuras más.
Además de ser parte de la restauración de los poderes en el estado de Sonora y disminuir la influencia del jefe máximo en el mismo, fue el primer gobernador del estado en recibir la visita del gobernador en turno del estado vecino de Arizona. Aparte de esto, contribuyó a que se gestara en su gobierno el Departamento de Investigaciones Históricas en año de 1936, poniendo a Eduardo W. Villa a la cabeza de este.
Por último, el gobernador Gutiérrez convoca unas elecciones en noviembre de 1936 en las que después de diferencias en el PNR, y una candidatura efímera en el Partido Democrático Sonorense, saldría ganador el candidato Román Yocupicio por el mismo PNR, quien tomaría posesión el 4 de enero del siguiente año, concluyendo así el período interino de Jesús Gutiérrez Cazares.

## Últimos años de su vida
Después de retirarse de sus labores en el ejército en la década de los 60, Gutiérrez Cazares volvió a sus actividades relacionadas con la agricultura, en las cuales se desempeñaría por el resto de su vida, hasta fallecer en el municipio de Cajeme, Sonora, en mayo de 1984. En la actualidad, sus restos se encuentran en el panteón del Carmen de Ciudad Obregón, Sonora.